# Opius riopastazanus
Opius riopastazanus är en stekelart som beskrevs av Fischer 1964. Opius riopastazanus ingår i släktet Opius och familjen bracksteklar. Inga underarter finns listade i Catalogue of Life.